# Виллинген (Упланд)
Виллинген (нем. Willingen) — община в Германии, в земле Гессен. Подчиняется административному округу Кассель. Входит в состав района Вальдек-Франкенберг. Население составляет 6515 человек (на 31 декабря 2006 года). Занимает площадь 80,19 км².
В коммуне расположен лыжный трамплин, место проведения этапов Кубка мира по прыжкам на лыжах с трамплина.

## Население
| Год  | Численность |
| ---- | ----------- |
| 2010 | 6241        |

| Год  | Численность | Численность |
| ---- | ----------- | ----------- |
| 2015 | 6070        |             |
| 2017 | 6069        | [ 1 ]       |
| 2018 | 6073        | [ 4 ]       |
| 2019 | 6073        | [ 5 ]       |
| 2021 | 6128        | [ 6 ]       |
| 2022 | 6422        | [ 7 ]       |
| 2023 | 6263        | [ 2 ]       |